# Seznam avstrijskih fizikov
Seznam avstrijskih fizikov.

## A
- Friedrich Adler (1879 – 1960)
- Ernest Apfaltrer (1720 – 1757)
- Karel Altman (deloval 1750~1800)
- Josef Aschbacher (1962–)

## B
- Martin Balluch (1964–)
- Andreas Baumgartner
- Kurt Binder (1944–)
- Marietta Blau (1894–1970)
- Ludwig Edward Boltzmann (1844–1906)
- Leopold Biwald (1731–1805)

## C
- Fritjof Capra (1939 –)
- P. Czermak

## D
- Christian Andreas Doppler (1803 – 1853)

## E
- Paul Ehrenfest (1880 – 1933)
- Felix Ehrenhaft (1879 – 1952)
- Andreas von Ettingshausen (1796 – 1878)
- Franz Serafin Exner (1849 – 1926)

## F
- Philipp Frank (1884 – 1966)

## G
- Maurice Goldhaber (1911 – 2011) (ukrajinsko-avstrijsko-ameriški)

## H
- Otto Halpern (1899 – 1982)
- Friedrich Hasenöhrl (1874 – 1915)
- Peter Havas (1916 – 2004) (judovsko-madžarsko-avstrijsko-ameriški)
- Victor Franz Hess (1883 – 1964)  1936
- Friedrich Georg "Fritz" Houtermans (1903 – 1966) (nemško-avstrijsko-nizoz.)

## J
- Karl Jelinek (1822 – 1876) (češko-avstrijski)

## K
- Ignac Klemenčič (1853 – 1901)
- Friedrich Kottler (1886 – 1965)
- Ferenc Krausz (1962 -) (madž.-avstrij.)  2023

## L
- E. Lechner
- Philipp Eduard Anton von Lenard  1905 (madžarsko-avstrijsko-nemški)
- Josef Lense (1890 – 1985)
- Johann Josef Loschmidt (1821 – 1895)

## M
- Ernst Mach (1838 – 1916)
- Heinrich Mache (1876 – 1954)
- Arthur March (1891 – 1957)
- Josef Mattauch (1895 – 1976)
- Lise Meitner (1878 – 1968)
- Richard von Mises (1883 – 1953)

## P
- Wolfgang Ernst Pauli (1900 – 1958)  1945

## R
- Michael Radaković (1866–1934)
- Helmut Rauch (1939–2019)
- Edmund Reitlinger (1850–1882)
- Wolfgang Rindler (1924–2019)

## S
- Edwin Salpeter (1924 – 2008) (avatrijsko - ameriški)
- Fritz Sauter (1906 – 1983) (avstrijsko-nemški)
- Peter Schattschneider‎‎ (1950 –)
- Gregor Schoettl (1732 – 1777)
- Erwin Schrödinger (1887 – 1961)  1933
- Hugo Sirk (1881 – 1959) (slovenskega rodu)
- Jožef Stefan (1835 – 1893)
- Karl Svozil (1956 –)

## Š
- Simon Šubic (1830 – 1903)

## T
- Hans Thirring (1888 – 1976)
- Bruno Touschek (1921 – 1978)

## W
- Herbert Alois Wagner (1900—1982) ? tehnik, izumitelj
- Karl Weissenberg (1893 – 1976)
- Victor Frederick Weisskopf (1908 – 2002)

## Y
- Jakob Yngvason (islandsko-avstrijski)

## Z
- Anton Zeilinger (1945 –)  2022
- Peter Zoller (1952 –)